# Cebula cukrowa

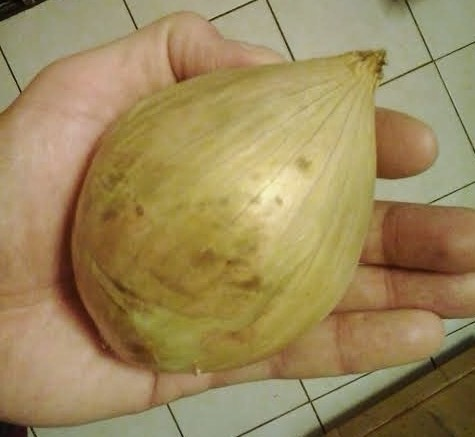
Cebula cukrowa - odmiana "Ailsa Craig"

Cebula cukrowa – handlowe określenie grupy odmian cebuli zwyczajnej (Allium cepa L.).
Cebule cukrowe charakteryzują się najczęściej słodkawym i łagodnym smakiem, białą skórką, jak również białym, soczystym i delikatnym miąższem. Do cukrowych zalicza się m.in. takie odmiany cebuli zwyczajnej, jak:
- "Orizaba F1" (cebule: duże, zwarte, łuska i miąższ: śnieżnobiały, smak: delikatny, słodkawy),
- "Sterling F1" (cebule: duże i okrągłe, śnieżnobiałe, smak: słodki, łagodny),
- "Alibaba" (cebule: kuliste, białe, smak: łagodny, ale ostrzejszy niż "Orizaba" i "Sterling"),
- "Ailsa Craig" (cebule: duże, miąższ: jędrny, łuska: złota, smak: łagodny, słodkawy, waga: nawet do 1,2 kg[2])[3].

Jest rośliną trwałą, ale w polskich warunkach uprawiana jako dwuletnia. W pierwszym roku zawiązuje tzw. cebulkę, czyli główkę. W drugim roku wegetacji (po przejściu jarowizacji), wytwarza pędy generatywne. Posiada słaby system korzeniowy, przez który pobierana jest niewielka ilość wody i składników pokarmowych.
Cebula cukrowa w kuchni polecana jest głównie do spożycia na surowo - w surówkach i sałatkach, na kanapkach, czy jako dodatek do serów twarogowych. Niezależnie od tego może być spożywana jako smażona, duszona, pieczona, czy marynowana.